# Trevor Howard
Trevor Wallace Howard-Smith (Cliftonville (Kent), 29 september 1913 – Bushey, 7 januari 1988) was een Brits acteur.

## Levensloop
De vader van Trevor Howard was een Engelsman, zijn moeder een Canadese met Schotse voorouders. Kort na de geboorte van Howard emigreerden zijn ouders naar Colombo in Ceylon. Toen Howard acht jaar was, keerde hij met hen terug naar Engeland. Hij ging er eerst op school in Clifton College en bezocht daarna de koninklijke toneelacademie in Londen. Tijdens de Tweede Wereldoorlog diende hij als parachutist in Noorwegen en Italië. (Dit is waarschijnlijk onwaar, een citaat van zijn biograaf ;  “Pettigrew claims Howard was dismissed from the Army in October 1943 after being found to be “suffering from a psychopathic personality and considered unfit for military service” without having even left Blighty. Howard repeatedly told the press he had been awarded the Military Cross, had almost drowned in the invasion of Sicily and seen action in Norway! Pettigrew claims that the man who played so many military heroes and so completely inhabited the officer class never even saw action.“...)
Na de oorlog trouwde hij met actrice Helen Cherry. In 1934 debuteerde hij op het witte doek. Zijn doorbraak als filmacteur kwam er in 1945 met het melodrama Brief Encounter. In zijn beginperiode speelde Howard hoofdzakelijk romantische rollen, in zijn latere carrière vooral heldenrollen. Hij acteerde uiteindelijk in meer dan zestig films en geldt als een van de belangrijkste Britse acteurs van zijn generatie.

## Filmografie
- 1944: The Way Ahead
- 1945: Brief Encounter
- 1945: The Way to the Stars
- 1946: I See a Dark Stranger
- 1946: Green for Danger
- 1947: They Made Me a Fugitive
- 1947: So Well Remembered
- 1949: The Passionate Friends
- 1949: The Third Man
- 1950: Odette
- 1950: Golden Salamander
- 1950: The Clouded Yellow
- 1951: Lady Godiva Rides Again
- 1952: Outcast of the Islands
- 1952: The Gift Horse
- 1953: The Heart of the Matter
- 1954: La mano dello straniero
- 1955: Les Amants du Tage
- 1955: The Cockleshell Heroes
- 1956: Run for the Sun
- 1956: Around the World in Eighty Days
- 1957: Interpol
- 1957: Manuela
- 1957: A Day in Trinidad, Land of Laughter (verteller)
- 1958: The Key
- 1958: The Roots of Heaven
- 1960: Malaga
- 1960: Sons and Lovers
- 1962: The Lion
- 1962: Mutiny on the Bounty
- 1963: Man in the Middle
- 1964: Father Goose
- 1965: Operation Crossbow
- 1965: Von Ryan's Express
- 1965: Morituri
- 1965: The Liquidator
- 1966: The Poppy Is Also a Flower
- 1966: Triple Cross
- 1967: Pretty Polly
- 1967: The Long Duel
- 1968: The Charge of the Light Brigade
- 1969: Battle of Britain
- 1970: Ryan's Daughter
- 1970: Twinky
- 1971: Kidnapped
- 1971: The Night Visitor
- 1971: To Catch a Spy
- 1972: Mary, Queen of Scots
- 1972: The Offence
- 1972: Pope Joan
- 1972: Ludwig
- 1973: A Doll's House (televisie)
- 1973: Who?
- 1974: 11 Harrowhouse
- 1974: Persecution
- 1974: Cause for Concern (verteller)
- 1974: Craze
- 1975: The Count of Monte Cristo (televisie)
- 1975: Conduct Unbecoming
- 1975: Hennessy
- 1976: Aces High
- 1976: Albino
- 1976: The Bawdy Adventures of Tom Jones
- 1976: Eliza Fraser
- 1977: The Last Remake of Beau Geste
- 1977: Babel Yemen (verteller)
- 1978: Slavers
- 1978: Stevie
- 1978: Superman
- 1979: Meteor
- 1979: Hurricane
- 1980: The Shillingbury Blowers
- 1980: The Sea Wolves
- 1980: Sir Henry at Rawlinson End
- 1981: Windwalker
- 1981: Les Années lumière
- 1981: The Great Muppet Caper
- 1982: The Missionary
- 1982: Gandhi
- 1984: Flashpoint Africa
- 1984: Sword of the Valiant
- 1985: Dust
- 1986: Time After Time
- 1986: Foreign Body
- 1986: Shaka Zulu (televisie)
- 1986: Peter the Great (televisie)
- 1988: White Mischief
- 1988: The Dawning
- 1988: The Unholy